# Méronas
Méronas, en grec moderne : Μέρωνας, est un village du dème d'Amári, dans le district régional de Réthymnon de la Crète, en Grèce. Selon le recensement de 2011, la population de Méronas compte 318 habitants.
Le village est situé à une distance de 35 km de Réthymnon et à une altitude de 620 mètres.

## Recensements de la population
| Recensements | 1900 | 1920 | 1928 | 1940 | 1951 | 1961 | 1971 | 1981 | 1991 | 2001 | 2011 |
| ------------ | ---- | ---- | ---- | ---- | ---- | ---- | ---- | ---- | ---- | ---- | ---- |
| Population   | 580  | 571  | 596  | 651  | 580  | 491  | 367  | 331  | /    | 374  | 318  |

## Source de la traduction
- (el) Cet article est partiellement ou en totalité issu de l’article de Wikipédia en grec moderne intitulé « Μέρωνας Ρεθύμνης » (voir la liste des auteurs).